# Calderbank
Calderbank är en by i North Lanarkshire i Skottland. Byn är belägen 51 km 
från Edinburgh. Orten har 1 600 invånare (2016).